# Matélé (chaîne de télévision belge)
Pour les articles homonymes, voir Matélé.
Matélé est la chaîne de télévision belge régionale diffusée dans l'arrondissement de Dinant, en province de Namur. Elle fait partie du Réseau des Médias de Proximité.

## Histoire

### De 1974 à 1980
Les prémices de ce qui deviendra Vidéoscope remontent à 1974. À l’époque, le cercle vidéo amateur de la Maison des Jeunes de Rochefort réalise de petits reportages qui sont diffusés dans différentes salles de l’entité.
En 1977, à l’initiative du Ministre Henri-François Van Aal, Vidéoscope sera une des premières « télévisions communautaires ». Canal Zoom à Gembloux, TEAC à Charleroi, RTC à Liège, Vidéoscope à Rochefort et Notélé à Tournai profitent de l’élan de reconnaissance du Ministère de la Culture. Elles relèvent plus de l’éducation permanente que d’une réelle démarche journalistique.
Vidéoscope se définit comme une télévision communautaire faite par les gens et pour les gens. Il s’agit donc de mettre un matériel à la disposition d’amateurs afin qu’ils remplissent trois missions : l’information locale, l’éducation permanente et les programmes participatifs.
Mai 1977, la première émission de Vidéoscope est diffusée sur le câble. Elle brosse le portrait des 21 conseillers communaux élus à la suite de la récente fusion des communes du grand Rochefort. À cette époque, Vidéoscope ne dispose pas encore d’un canal propre et « emprunte » ceux de RTL et Télé 2 aux heures creuses.
L’image en noir et blanc vacille, le studio est abrité dans une tente de la Croix-Rouge, les animateurs et les techniciens sont de simples amateurs de vidéo légère. Bref, c’est le règne du bricolage et de la débrouille. 4 000 téléspectateurs peuvent suivre les programmes de Vidéoscope.

### De 1980 à 1990
Dès 1981, Vidéoscope diffuse en couleur. Cette année voit aussi l’apparition d’un nouveau standard de matériel, l’U-MATIC, comparable au matériel utilisé dans les télévisions nationales. Cependant, tout n’est pas professionnalisé pour autant, les locaux sont toujours exigus et dispersés : la régie (une benne de la Poste) et le studio (un préfabriqué de chantier) se trouvent à trois kilomètres des bureaux installés au 2e étage de l’Hôtel de Ville de Rochefort.
La zone de diffusion s’étend à la proche commune de Houyet.
En 1985, la périodicité des émissions change : elle passe d’une émission mensuelle à une émission hebdomadaire. En outre, Vidéoscope dispose enfin d’un canal propre de diffusion.
En 1989, Vidéoscope déménage vers de nouveaux locaux situés dans l’ancienne gare de Rochefort.

### De 1990 à 2006
En 1990, la zone de diffusion s’étend aux communes de Ciney et de Hamois ; en 1992 aux communes de Dinant et d’Yvoir.
Pendant ce temps, la zone de diffusion s’est encore étendue. Vidéoscope couvre les communes de Hastière, Onhaye et Havelange à partir de 1995, les communes de Beauraing et Gedinne à partir de 1999, ainsi que les communes de Bièvre et Vresse-sur-Semois depuis 2000. En 2000, Anhée rentre dans le giron de Vidéoscope.
En 2001, Vidéoscope connaîtra un tournant avec le départ à la retraite de Marie-Louise de Loncin et l'arrivée de son successeur Philippe Halloy. Une nouvelle dynamique est lancée. Rapidement l'équipe de 13 travailleurs s'étoffe. Un JT quotidien est lancé.

### De 2006 à aujourd'hui
En 2006, Vidéoscope devient Matélé et déménage à Jemelle dans des locaux plus adaptés à son fonctionnement et à sa taille. Le nouveau matériel numérique révolutionne l'organisation du travail. Les journalistes deviennent monteurs. Matélé entre dans une nouvelle ère.
En 2014, Matélé revoit toute son organisation interne pour se déployer sur le terrain numérique.
En 2016, Matélé lance une opération numérique d'envergure #tousàtable. Les smartphones remplacent les caméras. 2 000 participants se retrouvent dans des auberges espagnoles virtuelles et réelles. Connecter les internautes entre eux, les aider à partager et à échanger, c’est l’essence même d’un média de proximité du 21e siècle.

Logos de 1977 à aujourd'hui
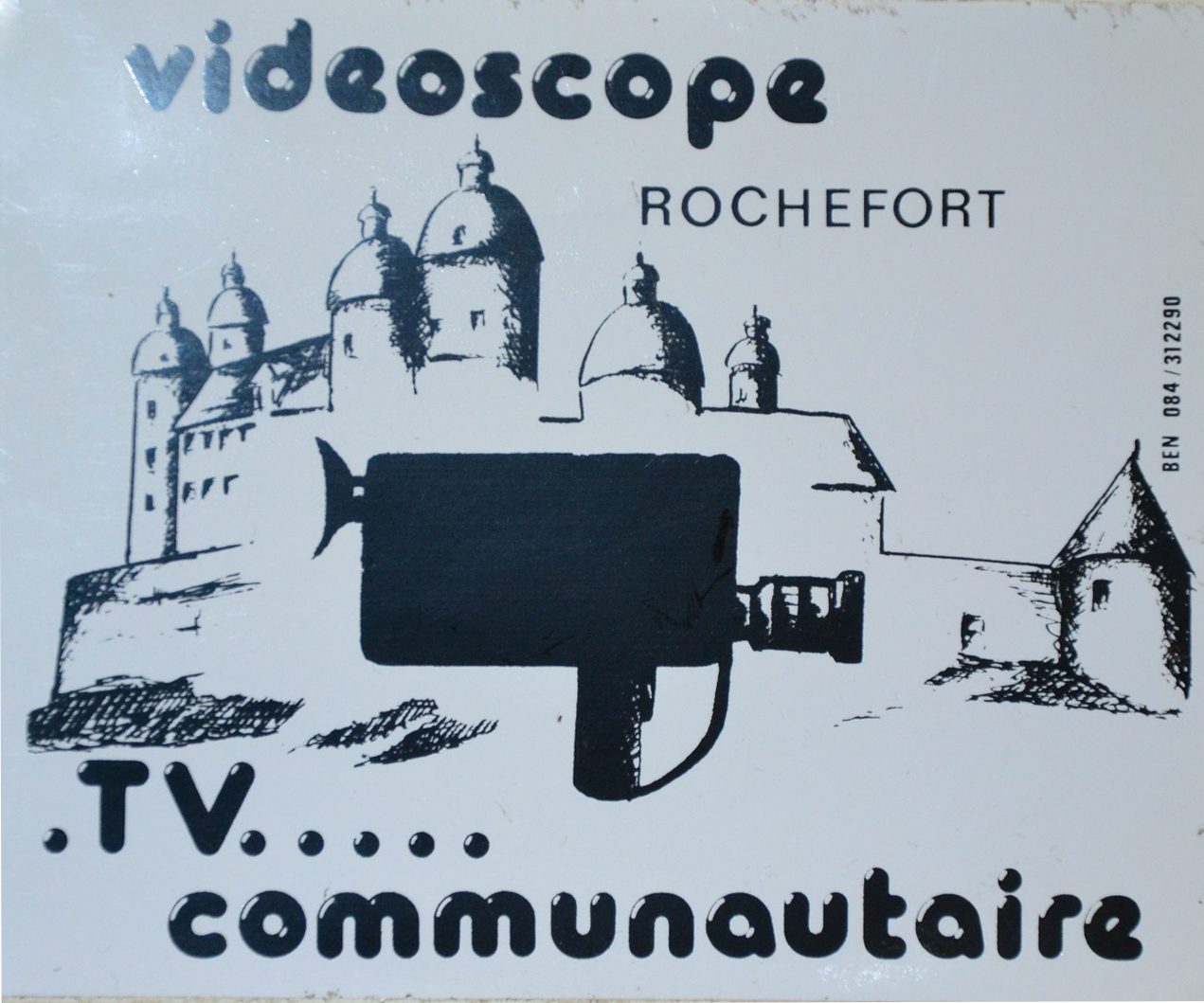
Logo de 1977 à 1985.
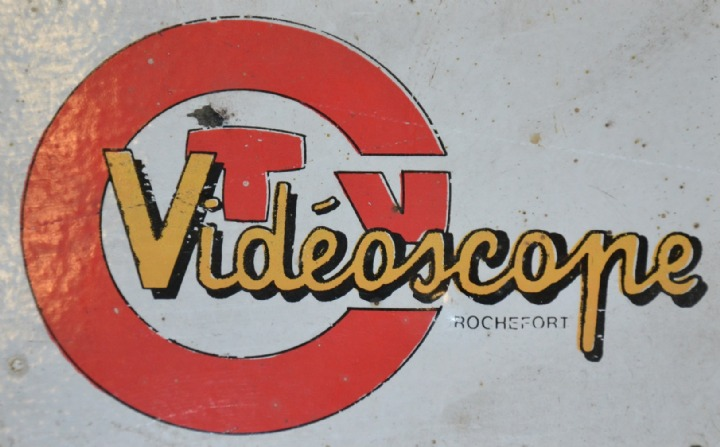
Logo de 1985 à 1992.
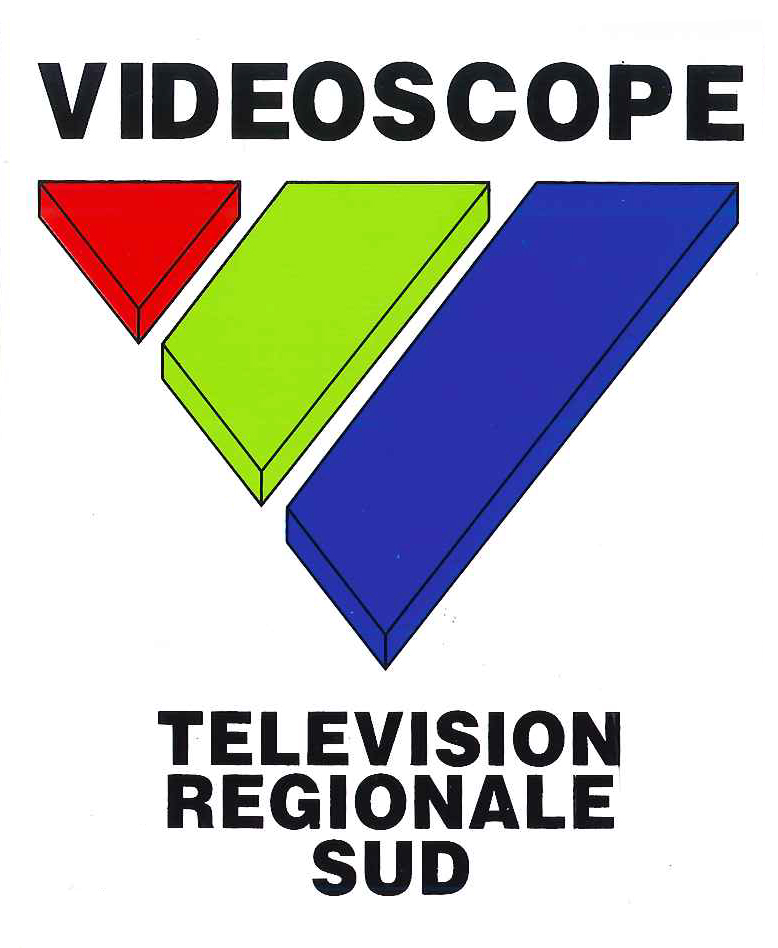
Logo de 1992 à 2006.
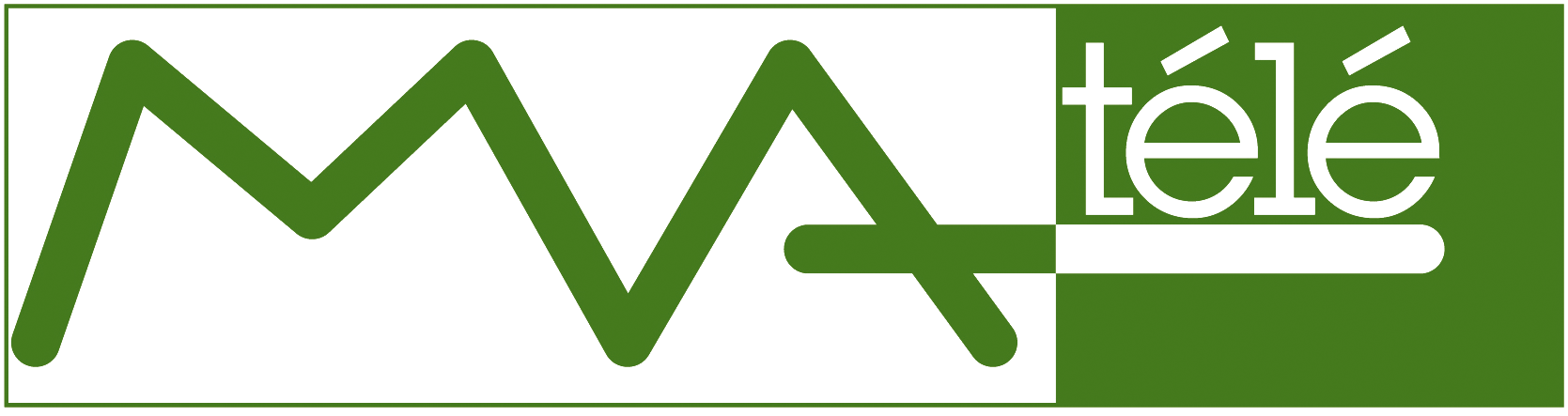
Logo de 2006 à 2014.
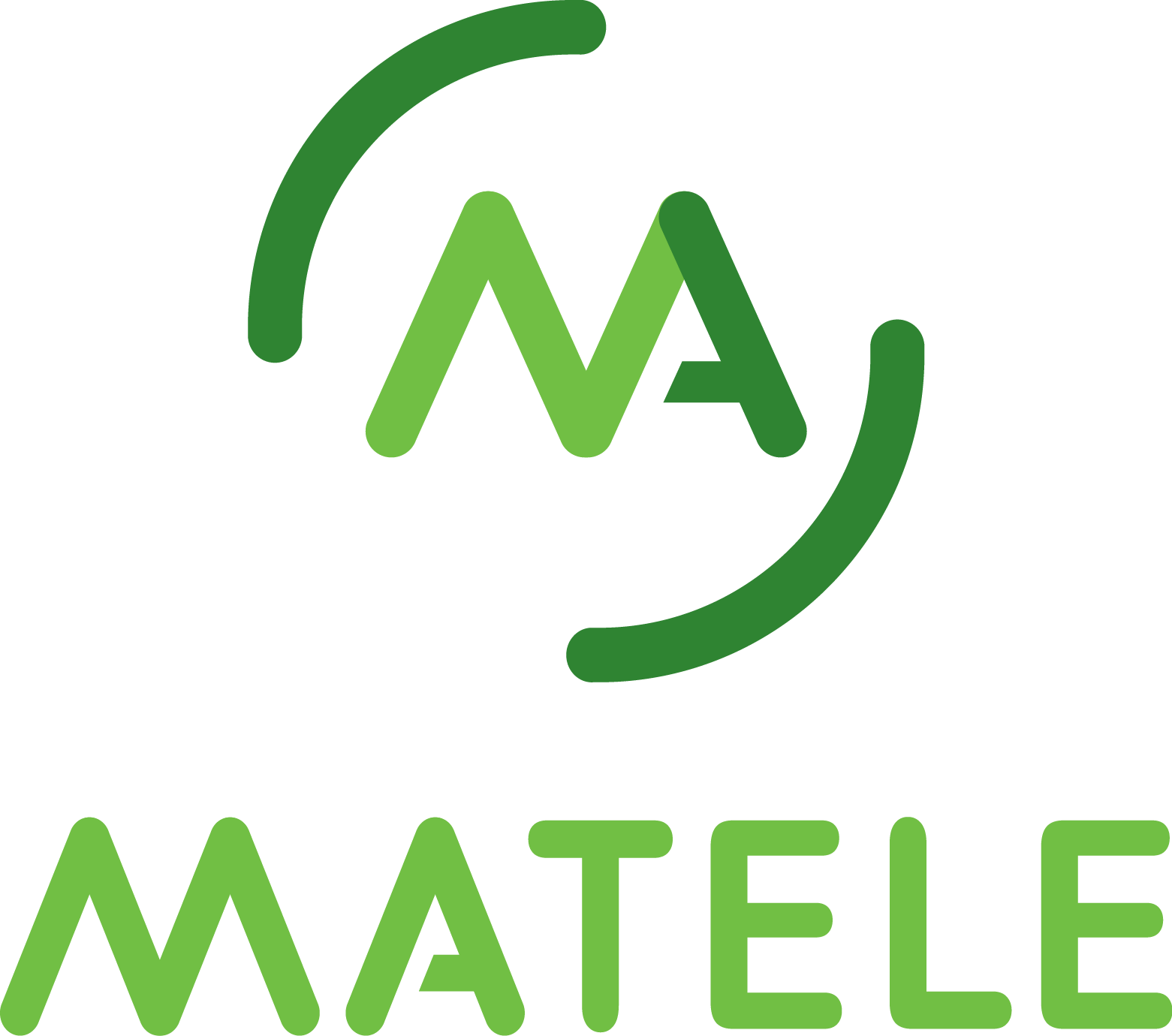
Logo de 2014 à aujourd'hui.

## Programmes
Le JournalJournal télévisé - Tous les jours à 18h
ToutimTalk Show - Tous les jeudis après Le Journal
Ça papilleTalk Show - Tous les vendredis après Le Journal
Choutoz on mietteTalk Show - Un mercredi sur deux après Le Journal
ShowcaseÉmission musicale - Tous les samedis après Le Journal
ChallengeActualité sportive - Tous les lundis après Le Journal
Xtra-ballesÉmission de sport ballon - Tous les dimanches à 20h
Li pti téyatDivertissement en wallon - Tous les mardis à 16h
Ex CathedraConférences - Tous les jeudis à 20h30
TrajectoiresÉmission sports automobiles - Les 4èmes dimanches du mois à 17h00
Pêche d'enferProgramme d'exercices sportifs - Tous les matins
Émissions d'autres chaînesTable et terroir (TV Lux), DBranché (TV Com), Le Geste du Mois (Canal Zoom), Au Champs du Coq (TV Lux)

## Zone de diffusion
Matélé couvre les 15 communes de l'arrondissement de Dinant :
- Anhée
- Beauraing
- Bièvre
- Ciney
- Dinant
- Gedinne
- Hamois
- Hastière
- Havelange
- Houyet
- Onhaye
- Rochefort
- Somme-Leuze
- Vresse-sur-Semois
- Yvoir

## Organisation
Direction
- Directeur : Laurent Costantiello

Rédaction
- Rédactrice en chef : Céline Sérusiaux
- Rédactrice en chef adjointe : Morgane Halloy

- Journalistes : Perrine Borlée, Nicolas Debatty, Laurent Dosimont, Gautier Falque, Fiorine Guéry, Nicolas Lembrée, Benjamin Mars, Philippe Palamin, Antoine Peret, Arnaud Wuyard

Technique
- Directeur technique : Arnault Ronval
- Responsable programmation et planning : Jean-Samuel Defays
- Réalisateur : Melvin Wittocx
- Techniciens : Mickael Danse, Damien Gauthier, Christel Geonet, Geoffroy Libert, Dimitri Renaud, Grégoire Van Asbrouck
- Infographiste : Julien Pinera
- Assistante de production : Isabelle Maldague

Administratif
- Responsable RH : Louise Griffé
- Secrétaire de direction : Marylène Heindrichs
- Community manager : Éléonore Piret

Commercial
- Conseiller commercial : Bastien Courtain